# Ciumeghiu
Ciumeghiu è un comune della Romania di 4 499 abitanti, ubicato nel distretto di Bihor, nella regione storica della Transilvania.
Il comune è formato dall'unione di 3 villaggi: Boiu, Ciumeghiu, Ghiorac.
Il principale monumento del comune è il Castello Miskolczy, del 1779.